# Dictyna major
Dictyna major là một loài nhện trong họ Dictynidae. Loài này được phát hiện ở Chúng phân bố ở khu vực sinh thái Cổ Bắc Cực và khu vực sinh thái Tân Bắc Cực.
Loài này thuộc chi Dictyna. Dictyna major được miêu tả năm 1869 bởi Menge.